# Genuchinus moroni
Genuchinus moroni är en skalbaggsart som beskrevs av Martinez 1992. Genuchinus moroni ingår i släktet Genuchinus och familjen Cetoniidae. Inga underarter finns listade i Catalogue of Life.